# Kaadsi Mustjärv
Kaadsi Mustjärv (est. Mustjärv (Kaadsi Mustjärv), Kaadsi Mustjärv) – jezioro w Estonii, w prowincji Valgamaa, w gminie Karula. Położone jest na południe od wsi Lusti. Ma powierzchnię 0,6 ha linię brzegową o długości 287 m, długość 100 m i szerokość 70 m. Sąsiaduje z jeziorami Kaadsijärv, Ojajärv, Karula Savijärv, Kallõtõ, Väikene Mustjärv, Õdri. Położone jest na terenie Parku Narodowego Karula.